# Камское побоище
«Камское побоище» (или «Гибель богатырей»; «Как перевелись богатыри на Руси»; «Илья и Мамай») — русская былина о том, как перевелись богатыри на Руси.
Под названием «Камское побоище» былина была записана А. В. Марковым в Архангельской губернии летом 1899 года в трёх вариантах и названа им (со слов сказателя) «Камское побоище». Марков опубликовал былину в своей статье «Беломорская былина о походе новгородцев в Югру в XIV веке» (1900), а затем в основанном на собственных записях сборнике «Беломорские былины» (1901).
По предположению Б. А. Рыбакова, былина о гибели богатырей «не отображение событий, а придуманный сказителями-скоморохами, или, вернее, каликами, стилизованный под былину ответ на вопрос — куда делись русские богатыри».

## Историческая основа
Ряд исследователей (А. Н. Веселовский, В. Ф. Миллер, Н. П. Дашкевич) предполагали, что былина была посвящена поражению русских от татар в битве на Калке в 1223 году. Эта гипотеза воспроизводилась в литературе до 1950-х годов. Ряд исследователей не признавали былину отдельным произведением: так, по мнению В. Я. Проппа, её текст относится к былине «Илья Муромец и Калин-царь» с другой версией конца. Однако сопоставление эпизодов и в центральной части былины свидетельствует о разном содержании двух былин.
В своей статье «Беломорская былина о походе новгородцев в Югру в XIV веке» (1900) А. В. Марков увидел в основе былины рассказ об историческом событии из новгородского прошлого — одном из неудачных походов новгородцев в Югру в 1357 году, который окончился поражением новгородской дружины и убиением её предводителя Самсона Колыванова. Так, в Новгородской четвёртой летописи под 1357 годом кратко сообщается: «Самсона Колыванова убиша на Югре, с други». Марков находит предположительно и объяснение названия былины: «Если в названии „Камское побоище“, говорит он, можно видеть указание на речку Каму, левый приток реки Конды, впадающей слева в Иртыш недалеко от его устья, — то наша былина точнее летописи определяет место битвы…».

### Объяснение Азбелевым
Былина «Камское побоище» содержит 11 основных эпизодов:
1. Татарский царь подступает к Киеву.
2. Татарский посол направляется к князю Владимиру с дерзкими требованиями.
3. Обсуждение условий татар и переговоры с ними.
4. Распространение по Руси вести о татарской угрозе и призыв к богатырям встать на защиту Киева.
5. Богатыри собираются в Киеве.
6. Богатыри выезжают в поле и разбивают лагерь.
7. Перед сражением богатыри условливаются о своих действиях.
8. Столкновение между Ильёй Муромцем и татарским царём.
9. Сражение богатырей с войском татар, победа богатырей.
10. Двое богатырей своим хвастовством навлекают воскрешение татар.
11. Богатыри снова сражаются с татарами.

Далее богатыри уезжают (в 13 вариантах былины), одерживают победу (14 вариантов), татарская сила «пропадает» (5 вариантов), либо исход сражения не ясен.
Вероятно, былина была создана на основе какой-то другой былины о Калкской битве. Противопоставление победы в Куликовской битве именно поражению в битве при Калке имело место в Сказании о Мамаевом побоище и в Задонщине. По всей видимости, былина выросла из нескольких произведений. Главные эпизоды былины соответствуют событиям 1380—1382 годов, изложенным в летописи и Повести о Мамаевом побоище:
1. Мамай со своим войском подошёл к русским границам.
2. По Руси было разослано известие об угрозе, призыв оказать отпор.
3. Русские войска собрались в городе Коломне.
4. Прибытие посольства Мамая к великому князю Дмитрию Ивановичу с требованием уплаты дани в прежнем размере.
5. Отказ великого князя от требования татар; переговоры не дали результата.
6. Русские войска пришли на Дон, готовясь к бою.
7. Военный совет в русском лагере, разработавший план расположения сил во время сражения.
8. Поединок между русским и татарским воинами ознаменовал начало Куликовской битвы.
9. Победа русских и возвращение русских сил на родину.
10. Два года спустя татарский хан Тохтамыш подошёл к Москве. Суздальские княжичи пришли вместе с татарами.
11. Русские князья и воеводы отбыли для сбора подкрепления. Отряд русского войска разбил часть татар. После чего Тохтамыш ушёл вместе с войском[14].